# Музей Роден
Музеят „Роден“ (на френски: Musée Rodin – Мюзѐ Родѐн) в Париж е открит през 1919 г.
В него са изложени творби на френския скулптор Огюст Роден. Съхранена е колекция от поне 6600 скулптури, 8000 рисунки, 8000 стари фотографии и 7000 предмета на изкуството. Музеят има около 700 000 посетители на година.
Разположен е в хотел „Бирон“ и околностите. Хотелът служи за резиденция на Огюст Роден от 1908 година и по-късно той дарява всичките си творби на френската държава, при условие да превърне хотела в музей и да ги изложи в него. Бившият хотел разполага с голяма градина, в която се намират някои от неговите статуи.